# 胡克勤 (天順進士)
胡克勤（1430年—1489年），字舜臣，四川成都府仁壽縣人，軍籍，治《書經》，年三十五歲中式天順八年甲申科第三甲第一百零三名進士。
八月十八日生，行一，曾祖胡友亮；祖胡添祿；父胡應中；母郭氏。具慶下，妻李氏，弟克儉；克諧。
由國子生中式四川鄉試第三□名舉人，會試中式第四十四名。